# Balletto reale svedese
Il Balletto reale svedese (Kungliga Baletten) è una delle più antiche compagnie di balletto in Europa, con sede a Stoccolma, in Svezia. Re Gustavo III fondò il balletto nel 1773, come parte del suo progetto culturale nazionale, in risposta al predominio francese e italiano in questo campo; fondò anche l'Opera reale svedese ed il Teatro Reale Drammatico. Queste strutture furono inizialmente situate nel vecchio teatro Bollhuset. La troupe fu fondata con l'apertura dell'Opera reale svedese, che da quel momento servì come sede.

## Storia

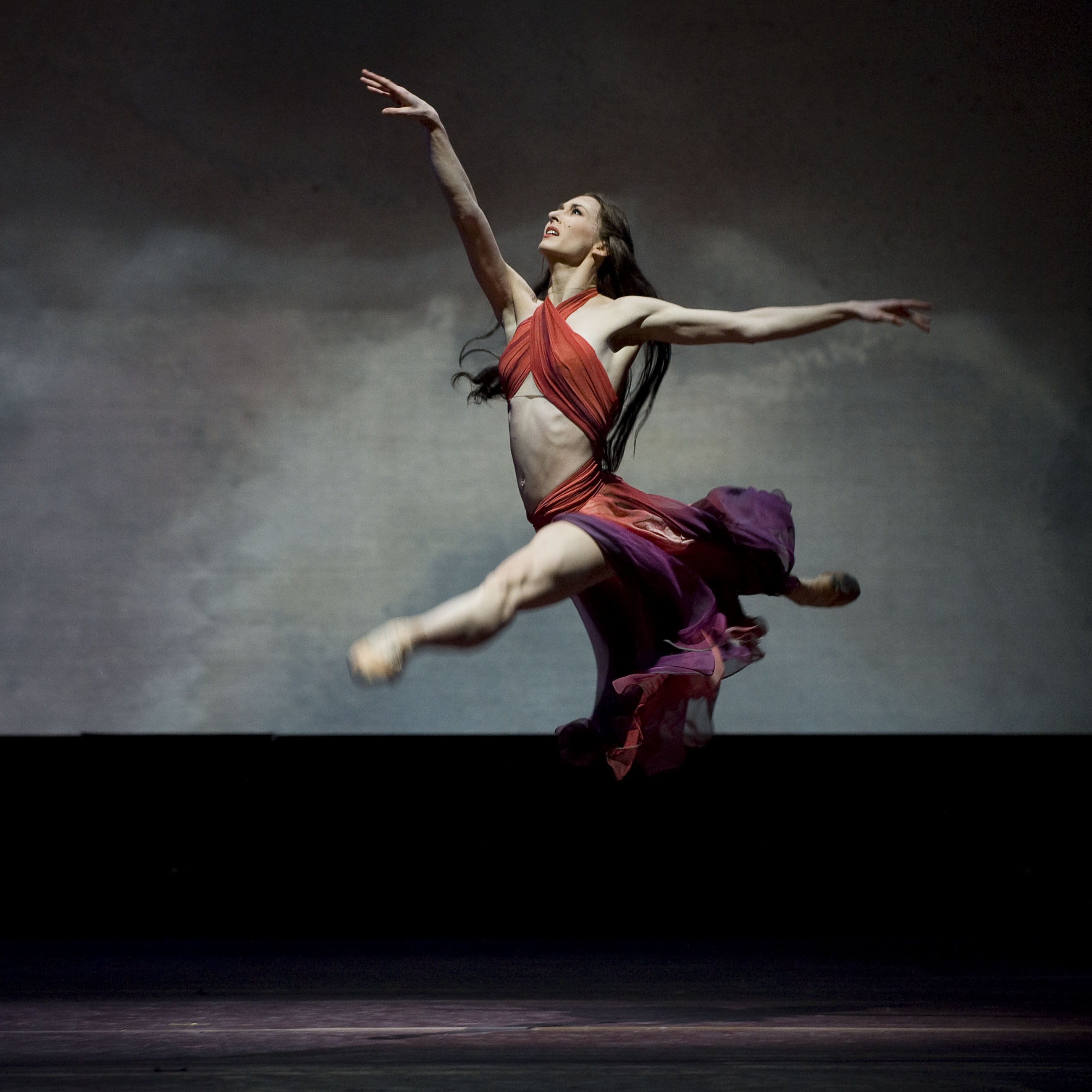
Nadja Sellrup come Esmeralda in "Ringaren i Notre-Dame" ("Il gobbo di Notre Dame"), un balletto del 2009 all'Opera reale svedese.

Nel 1773 le professioni culturali di recitazione, opera lirica/canto e balletto/danza in Svezia venivano tutte eseguite da compagnie straniere. Il primo balletto fu eseguito alla corte svedese, quando il corpo di ballo francese di Antoine de Beaulieu fu assunto alla corte della Regina Cristina nel 1638 e, più tardi, nello stesso secolo, i primi balletti pubblici furono eseguiti dalle compagnie teatrali straniere presso il teatro Bollhuset. L'unica eccezione era stato il periodo di 1737-1753, quando la prima compagnia Svedese professionista di attori si era esibita al Bollhuset; durante questo periodo i balletti furono eseguiti dai primi ballerini svedesi in questa compagnia. Il primo, forse, balletto eseguito da ballerini di madrelingua svedese fu nella commedia Den afvundsiuke (Gli invidiosi) di Olof von Dalin nel mese di agosto 1738. Tuttavia, non si conoscono i nomi di questi primi ballerini. Probabilmente furono educati da Jean Marquard come maestro di ballo, e uno dei ballerini era anche francese, Gabriel Senac. Nel 1753, tuttavia, il primo balletto svedese, il teatro e l'opera al Bollhuset furono sciolti.
Gustavo III voleva creare ed educare i talenti naturali in queste professioni. Per raggiungere questo obiettivo, usò lo stesso metodo nel balletto come fece con il teatro ed ottenne la prima generazione di danzatori nativi istruiti da professionisti stranieri. Quando licenziò la compagnia francese di teatro per creare il suo teatro nazionale nel 1773, mantenne molti dei danzatori francesi di questa compagnia. I ballerini provenienti da Francia, Italia e Belgio, come Antoine Bournonville, Louis Gallodier, Giovanna Bassi e Julie Alix de la Fay furono assunti per esibirsi e per educare gli studenti svedesi. La maggior parte dei primi studenti della troupe furono presi tra i bambini del personale della corte reale e da musicisti professionisti, come lo erano i primi studenti del teatro e dell'opera. Nella prima troupe del balletto del teatro nazionale del 1773, erano molto pochi i talenti naturali con precedente esperienza professionale; una di loro era Charlotte Slottsberg, che potrebbe essere considerata come la prima ballerina nativa svedese conosciuta col suo nome. Il più grande trionfo del balletto svedese durante il XVIII secolo è considerato il balletto eseguito dal Gallodier alla Gustav Adolf och Ebba Brahe (Gustav Adolf ed Ebba Brahe) (1786); anche il Balletto Fiskarna (I pesci) di Antoine Bournonville (1789) è diventato un grande successo.
Il Balletto fu fin dall'inizio strettamente collegato all'Opera; i balletti erano una parte delle rappresentazioni dell'opera, ed i ballerini erano anche attivi nel Royal Dramatic Theatre. Quando l'Opera reale svedese fu chiusa tra il 1806 e il 1809-1812, il Balletto non fu chiuso, ma solo spostato dov'era il teatro.
Nel corso del XIX secolo, vennero creati nuovi i balletti in continuazione e quelli più vecchi eseguiti raramente; En komisk Balett (Un balletto comico) di Louis Deland fu rappresentato 127 volte tra il 1796 ed il 1809, seguito da La fille mal gardée, dato 54 volte nel 1812-1842. August Bournonville fu molto attivo come maestro di Balletto ospite nel 1839, 1847, 1857, 1858 e nel periodo 1861-1864 e le sue ballerine svedesi preferite Charlotta Norberg e Johanna Sundberg educarono a loro volta gli studenti con le sue tecniche. Si pensa che il Balletto abbia cominciato a cadere in degrado durante la fine del XIX secolo; dopo il licenziamento di Anders Selinder e Sophie Daguin nel 1856, il Balletto fu utilizzato più come un'aggiunta all'opera che come una forma d'arte indipendente e Sigurd Lund, uno studente di Bournonville, non era abbastanza indipendente per evitare questo. Il Balletto non tornò ad essere una forma d'arte più indipendente prima del 1913.
La Kungliga Hovkapellet (Orchestra Reale Svedese), l'orchestra dell'Opera reale svedese, è il partner per l'esecuzione dei balletti al Balletto reale svedese. Johannes Öhman è il direttore del Balletto reale svedese. Birgitta Svendén è il direttore generale dell'Opera reale svedese. I membri del Operans Balettklubb sono sostenitori del Balletto reale svedese.

## Maestri di balletto
- 1773-1803: Louis Gallodier
- 1803-1804: Filippo Taglioni
- 1804-1806: Federico Nadi Terrade
- 1806-1816: Louis Deland
- 1817-1818: Filippo Taglioni
- 1818-1820: Louis Deland (seconda volta)
- 1820-1823: André Isidore Carey
- 1823-1827: Giovanni Battista Ambrosiani
- 1827-1830: Sophie Daguin (congiuntamente a Wallqvist)
- 1827-1833: Per Erik Wallqvist
- 1833-1856: Anders Selinder
- 1856-1862: Sigurd Harald Lund
- 1862-1870: Théodore Martin
- 1870-1886: Theodore Marckl
- 1887-1890: Robert Sjöblom
- 1890-1894: Sigurd Harald Lund
- 1894-1901: Max Glasemann
- 1901-1905: Otto Zöbisch
- 1905-1908: Robert Köller

- 1911-1913: Otto Zöbisch
- 1918-1920: Michel Fokine
- 1922-1926: Gunhild Rosén
- 1926-1927: Lise Steier
- 1927-1931: Jan Cieplinsky
- 1931-1951: Julian Algo
- 1949-1951: Antony Tudor
- 1953-1962: Mary Skeaping
- 1962-1963: Antony Tudor
- 1964-1966: Brian Macdonald
- 1967-1971: Erik Bruhn
- 1971-1980: Ivo Cramér
- 1980-1984: Gunilla Roempke
- 1986-1993: Nils Ake-Häggbom
- 1993-1995: Simon Mottram
- 1995-1999: Frank Andersen
- 1999-2001: Petter Jacobsson
- 2002-2008: Madeleine Onne
- 2008-2011: Marc Ribaud
- dal 2011: Johannes Öhman

## Primi ballerini
- Brendan Collins
- Marie Lindqvist
- Dragos Mihalcea
- Jenny Nilson

- Nathalie Nordquist (in ferie)
- Anders Nordström
- Christian Rambe
- Nadja Sellrup

- Judith Simon
- Anna Valev
- Olof Westring
- Jan-Erik Wikström

## Solisti
- Katja Björner
- Jenny Brandt
- Ann Brattselius
- Jurgita Dronina
- Karin Forslind
- Nikolaus Fotiadis
- Magdalena Irigoyen
- Pascal Jansson

- Eunsun Jun
- Irina Laurenova
- Andrey Leonovitch
- Nathalie Perriraz
- Nicole Rhodes
- Andy Rietschel

- Jens Rosén
- Oscar Salomonsson
- Lykke Håkansson
- Joakim Stephenson
- Hugo Therkelson
- Gina Tse
- Jenny Westring
- Johannes Öhman (on leave)

## Stockholm 59° North
Stockholm 59° North è una compagnia da camera di ballerini solisti del Balletto Reale Svedese, il cui direttore artistico è Mia Hjelte.